# Ronaldo Nogueira
Ronaldo Nogueira de Oliveira GCRB (Carazinho, 25 de abril de 1966) é um administrador de empresas, pastor da Assembleia de Deus e político brasileiro, filiado ao Republicanos. Foi Ministro do Trabalho do presidente Michel Temer e deputado federal por três legislaturas de 2011-2015, 2015-2019 e 2023 a atualidade, tendo ocupado o cargo de presidente da Comissão de Trabalho, de Administração e Serviço Público da Câmara dos Deputados.
Foi Ministro do Trabalho de maio de 2016 a dezembro de 2017 no governo do Presidente Michel Temer. Foi Presidente da Fundação Nacional da Saúde - Funasa, no primeiro ano do governo do Presidente Jair Bolsonaro.
Ocupou em 2021 o cargo de Secretário de Trabalho e Assistência Social no governo de Eduardo Leite no estado do Rio Grande do Sul. Em 08 de novembro de 2023 tomou posse como Deputado Federal.

## Carreira política
Ronaldo Nogueira foi vereador na cidade de Carazinho por 4 mandatos, tendo sido presidente da Câmara Municipal e Secretário de Obras e Serviços Urbanos e Secretário Habitação e Assistência Social do município. No Governo do estado do Rio Grande do Sul, foi presidente de uma das maiores fundações públicas estaduais, a FGTAS – Fundação Gaúcha do Trabalho e Assistência Social ] e Secretário De Estado do Trabalho Emprego e Renda no primeiro governo de Eduardo Leite.
Nas eleições de 2014, foi eleito deputado federal pelo Rio Grande do Sul para a 55ª legislatura (2015 — 2019). Em 1º de fevereiro de 2015 assumiu o cargo, do qual se licenciou em maio de 2016, após ser escolhido pelo então presidente interino, Michel Temer, para ocupar a chefia do Ministério do Trabalho. Como deputado federal, votou a favor do Processo de impeachment de Dilma Rousseff. Em abril de 2017 foi favorável à Reforma Trabalhista. Em agosto de 2017 votou contra o processo em que se pedia abertura de investigação do então presidente Michel Temer, culminando com o arquivamento da denúncia do Ministério Público Federal.
Em 2018, tentou se reeleger como deputado federal, mas ficou na suplência. Foi nomeado por Jair Bolsonaro como presidente da Fundação Nacional da Saúde - Funasa. Em 2021, filiou-se no Republicanos visando disputar a eleição em 2022. Em 30 de abril, Eduardo Leite anunciou Ronaldo Nogueira como o novo titular da Secretaria de Trabalho e Assistência Social, aumentando o espaço do Republicanos no secretariado gaúcho.

## Ministério do Trabalho
Ronaldo Nogueira assumiu o ministério no contexto da crise econômica e política no país, que gerou recessão e desemprego. Em setembro de 2016, Ronaldo Nogueira declarou, durante encontro da Central dos Sindicatos Brasileiros (CSB), que o governo federal pretendia enviar ao Congresso Nacional um projeto de reforma da legislação trabalhista, e, entre algumas outras medidas, serviria para regulamentar a jornada de trabalho 12 x 36, muito utilizada pelos trabalhadores em segurança e na área de saúde.
A declaração gerou forte reação contrária das centrais sindicais, levando o Presidente Michel Temer pedir ao Ministro para esclarecer e assegurar, em nota, publicamente que não haveria violação de direitos. Diante do episódio, Ronaldo Nogueira assegurou publicamente emitindo uma nota oficial "que o Governo não vai elevar a jornada de oito horas, nem tirar os direitos dos trabalhadores”.
Apesar de no início da sua gestão como ministro não priorizar a reforma trabalhista, terminou sendo seu ardoroso defensor, defendendo que foi um instrumento de modernização, colocando o "Brasil ao lado das nações mais desenvolvidas do mundo". O que veio a confirmar-se nos anos seguintes, à medida que o desemprego veio reduzindo gradualmente e notada redução de litígios trabalhistas.

Em 6 de fevereiro de 2020, ocorreu uma investigação no âmbito da Secretaria de Políticas Públicas de Emprego do Ministério do Trabalho sobre uma empresa responsável por fornecer serviços de tecnologia para combater fraudes no seguro desemprego durante sua gestão, e indignado e para demonstrar sua isenção e lisura nesse processo, decidiu solicitar exoneração do cargo de Presidente da Funasa.